# Americas Rugby League Championship 2017
El Americas Rugby League Championship 2017 fue la segunda edición del torneo de rugby league.
Se disputó en sedes rotativas en Estados Unidos, Canadá y Jamaica.
El campeón fue Estados Unidos al vencer en sus dos partidos.

## Equipos participantes
- Canadá
- Estados Unidos
- Jamaica

## Posiciones
| Pos. | Equipo         | Encuentros | Encuentros | Encuentros | Encuentros | Tantos  | Tantos    | Tantos     | Puntos |
| Pos. | Equipo         | jugados    | ganados    | empatados  | perdidos   | a favor | en contra | diferencia | Puntos |
| ---- | -------------- | ---------- | ---------- | ---------- | ---------- | ------- | --------- | ---------- | ------ |
| 1    | Estados Unidos | 2          | 2          | 0          | 0          | 84      | 24        | + 70       | 4      |
| 2    | Jamaica        | 2          | 1          | 0          | 1          | 34      | 62        | - 28       | 2      |
| 3    | Canadá         | 2          | 0          | 0          | 2          | 32      | 64        | - 30       | 0      |

Nota: Se otorgan 2 puntos al equipo que gane un partido, 1 al que empate y 0 al que pierda

## Resultados
| 22 de julio de 2017 | Estados Unidos | 48 - 6 | Jamaica |  |  |

| 26 de agosto de 2017 | Jamaica | 28 - 14 | Canadá |  |  |

| 16 de septiembre de 2017 | Canadá | 18 - 36 | Estados Unidos | Lamport Stadium, Toronto, Ontario, Canadá |  |

| Bandera de Estados Unidos |
| Campeón Estados Unidos    |
| Segundo título            |